# Manalaissaari (ö i Tunturi-Lappi, lat 67,30, long 25,23)
Manalaissaari är en ö i Finland. Den ligger i sjön Saarijärvi och i kommunen Kittilä i den ekonomiska regionen  Fjäll-Lappland  och landskapet Lappland, i den norra delen av landet, 800 km norr om huvudstaden Helsingfors. Öns area är 1 hektar och dess största längd är 390 meter i nord-sydlig riktning.